# Râul Fâneața Mare
Râul Fâneața Mare este un curs de apă, afluent al râului Barcău. 